# Abbazia di Morimond
L'abbazia di Morimond è un'abbazia cistercense, situata a Fresnoy-en-Bassigny, nel dipartimento della Haute-Marne, in Francia. È la quarta delle quattro abbazie figlie di Cîteaux, insieme a La Ferté, Pontigny e Clairvaux, dette abbazie primigenie. Queste abbazie avevano un ruolo fondamentale nell'organizzazione dell'Ordine Cistercense.
Il nome Morimond deriva dall'espressione latina mori mundo (morire al mondo), che esprimeva l'ideale di rinuncia al mondo dei monaci cistercensi.

## Storia

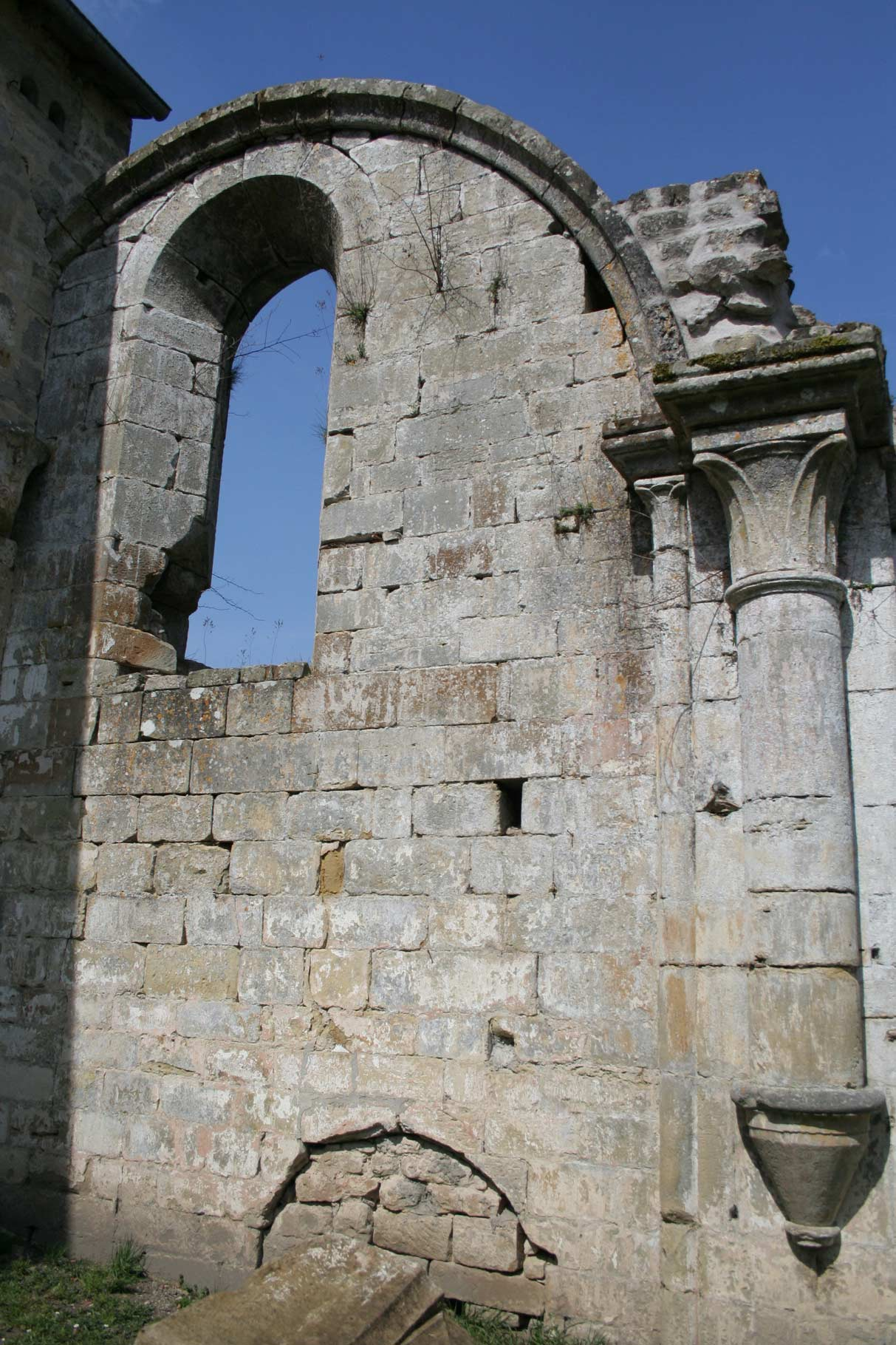
Rovine della chiesa dell'abbazia di Morimond

Situata nella diocesi di Langres, Morimond fu fondata nel 1115 dal conte Odolric (o Ulric) d'Aigremont e da sua moglie Adeline de Choiseul, con monaci venuti da Cîteaux sotto la guida del primo abate Arnold. Morimond si sviluppò rapidamente, e portò alla creazione di numerose abbazie figlie in Francia, Italia, Germania, Polonia, Boemia, Spagna, e Cipro. Tra esse le più conosciute sono probabilmente l'abbazia di Ebrach in Germania (nel 1126), l'abbazia di Heiligenkreuz in Austria (nel 1134), Morimondo in Italia (nel 1134, ed in questo caso sia l'abbazia che il comune in cui si trova presero il nome da Morimond) e l'abbazia di Notre-Dame d'Aiguebelle in Francia (nel 1137). Morimond continuò a partecipare attivamente alla fondazione di nuovi monasteri cistercensi per almeno due secoli, tanto che alla fine del XVIII secolo la filiazione da essa aveva portato a più di settecento monasteri maschili e femminili.

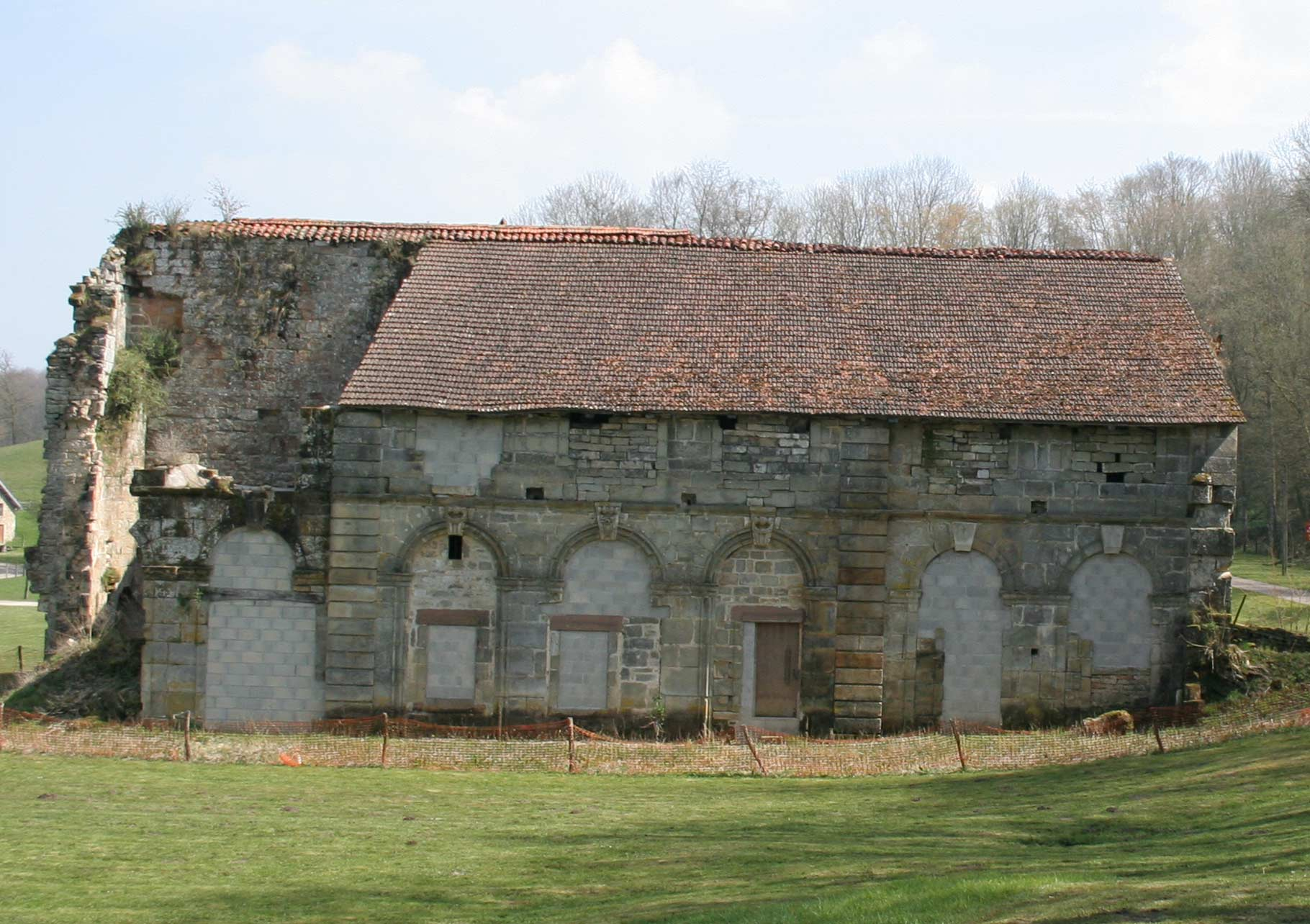
Rovine della biblioteca dell'abbazia di Morimond

Numerose bolle di altrettanti papi posero sotto la sua giurisdizione spirituale i principali ordini militari di Spagna, e precisamente:
- l'Ordine di Calatrava (1187),
- l'Ordine militare di Alcántara (1214),
- l'Ordine di Cristo in Portogallo (1319),
- l'Ordine dei Santi Maurizio e Lazzaro in Savoia.

Tra i monaci famosi dell'abbazia dev'essere ricordato Ottone di Frisinga, figlio del margravio Leopoldo III di Babenberg: studiò a Parigi, dopodiché entrò nell'abbazia, di cui poi divenne abate. Il papa Benedetto XII, tredicesimo dei papi avignonesi, iniziò da Morimond la sua carriera.

## Architettura
La chiesa abbaziale, con pianta a croce latina, era costruita in uno stile spoglio e severo, in maniera conforme all'estetica cistercense. Morimond fu distrutta due volte, la prima nel 1572, durante le guerre di religione, poi nuovamente nel 1636 durante la guerra dei trent'anni. Durante la Rivoluzione francese fu venduta come bene di proprietà nazionale. Solo la chiesa sopravvisse, fino a crollare rovinosamente nel XIX secolo. Ai giorni nostri, delle strutture medievali sopravvive solamente un frammento del braccio nord della chiesa. La cappella di Sant'Orsola risale al XV secolo, mentre il portale d'ingresso, la biblioteca e alcune altre costruzioni al XVIII secolo. Sono anche osservabili delle tracce di infrastrutture idrauliche costruite per far funzionare le fucine e i mulini dell'abbazia.

## Cronotassi degli abati
- 1115-1126: Arnaud I
- 1126-1131: Gautier I
- 1131-1139: Ottone di Frisinga
- 1139-1154: Renaud I
- 1154-1155: Lambert
- 1155-1159: Henri I
- 1159-1160: Aliprand I

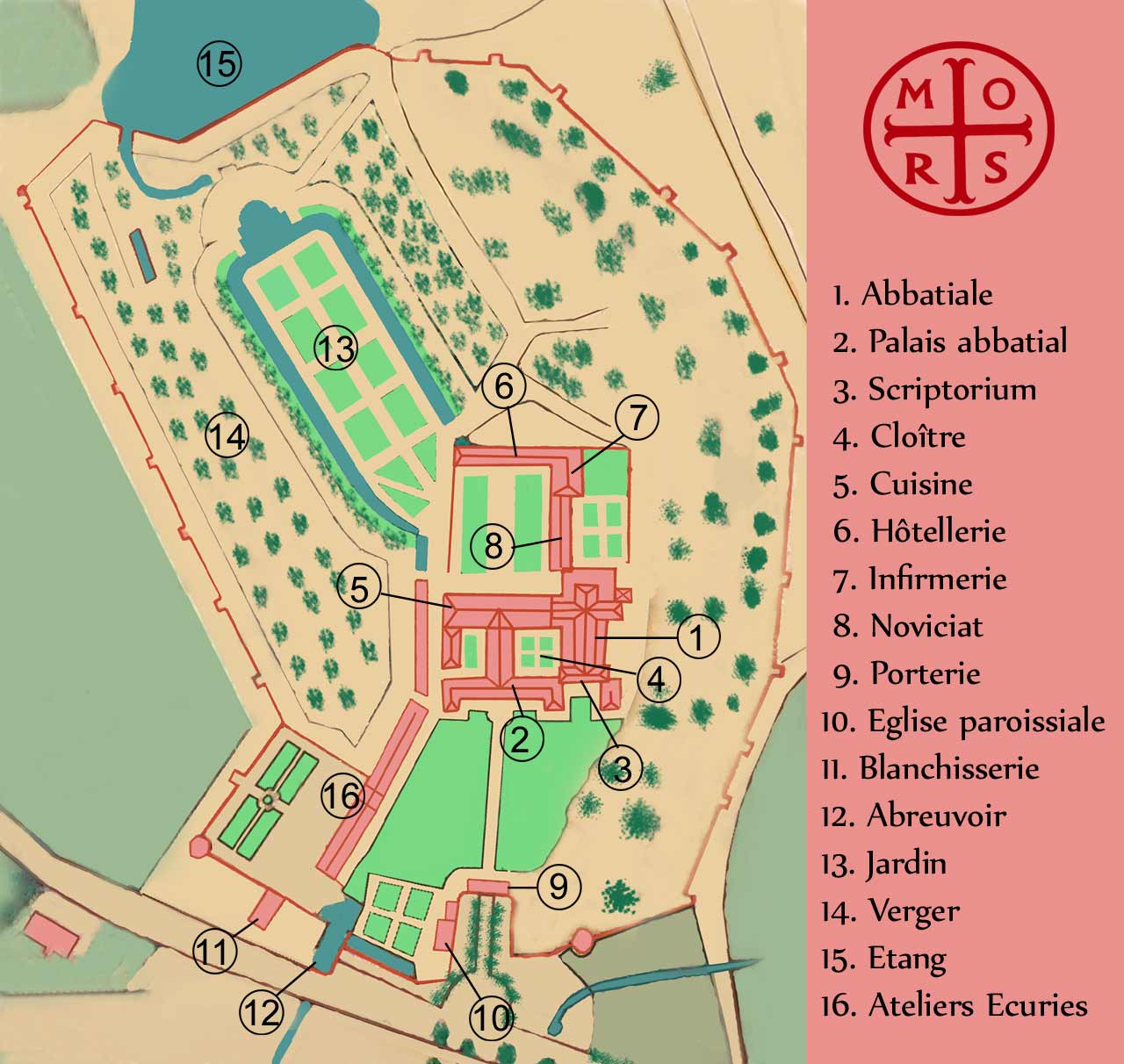
Pianta dell'abbazia del 1789

- 1160-1161: Eudes o Odone di Morimond
- 1161-1162: Gautier II
- 1162-1168: Aliprand II
- 1168-1170: Gilbert
- 1170-1183: Henri II
- 1183-1193: Pierre I
- 1193-1194: Henri III
- 1194-1195: Bartholomée
- 1195-1198: Pierre II
- 1198-1199: Béthold
- 1199-1239: Guy I
- 1239-1240: Arnaud II
- 1240-1264: Conon
- 1264-1272: Nicolas I
- 1272-1284: Jean I
- 1284-1286: Hugues I
- 1286-1296: Dominique
- 1296-1301: Gérard
- 1301-1303: Hugues II
- 1303-1320: Guillaume I
- 1320-1331: Gautier III
- 1331-1354: Renaud II
- 1354-1380: Thomas de Romain
- 1380-1393: Jean II de Levecour
- 1393-1402: Jean III de Martigny
- 1402-1424: Jean IV de Bretagne
- 1424-1427: Guy II
- 1427-1431: Jean V de Sabaudie
- 1431-1441: Guy III
- 1441-1449: Jean VI de Blasey
- 1449-1459: Jean VII de Graille
- 1459-1460: Philibert
- 1460-1462: Humbert de Losne
- 1462-1466: Thomas de Luxembourg
- 1466-1471: Guillaume II de Mège
- 1471-1484: Antoine de Boisredon
- 1484-1491: Jacques I de Livron
- 1491-1495: Jean VIII de Vivien
- 1495-1503: Jacques II de Pontarlier
- 1503-1517: Rémy de Brasey
- 1517-1551: Edmond Ornot de Pichange
- 1551-1576: Jean IX Coquey
- 1576-1590: Gabriel de Saint-Blis
- 1590-1591: François I de Sérocour
- 1591-1620: Claude I Masson
- 1620-1667: Claude II Brissault
- 1667-1680: François II de Machaut
- 1680-1683: Nicolas II de Chevigny
- 1683-1703: Benoît-Henri Duchesne
- 1703-1720: Nicolas III Aubertot de Mauveignan
- 1720-1736: Lazare Languet
- 1736-1749: Nicolas IV Philibert Guyot
- 1749-1775: Pierre III Thirion
- 1775-1791: Antoine Chautan

Origine dati: Gallia Christiana